# اتین
اِتیِن (Étienne) ممکن است به یکی از موارد زیر اشاره داشته باشد:
- اتین بزو
- اتین لونوار
- اتین ژفروآ سن-ایلر
- اتین بالیبار
- اتین دو لا بوئسی
- اتین بونو دو کندیاک
- اتین ژیلسون
- اتین ورمیرش
- اتین تشیسکدی
- اتین ژودل
- اتین مئول
- اتین کاپو
- اتین دسمارتو
- اتین ماتلر
- اتین استات
- اتین پاسکیه